# Natas
Natas é um vírus de computador desenvolvido por James Gentile em 1994 que ataca programas do sistema operacional DOS. Seu nome é o nome Satanás em inglês (Satan) escrito ao contrário.
O vírus adota técnicas stealth para evitar detecção. Quando está residente na memória RAM ele impede que o código que ele aloja no final de todos os programas infectados seja detectado. O vírus pode sobrescrever trechos do disco rígido ou do setor de boot uma vez ativado.